# Baison (Schauspielerfamilie)
Die Künstlerfamilie Baison bestand aus folgenden Personen:
- Anna Baison (Lebensdaten unbekannt), deutsche Schauspielerin
- Auguste Baison (1846–1916), deutsche Schauspielerin
- Caroline Baison (1810–1875), deutsche Schauspielerin, siehe Caroline Sutorius
- Caroline Baison (Lebensdaten unbekannt), deutsche Schauspielerin, Tochter von Caroline Sutorius
- Jean Baptist Baison (1812–1849), deutscher Theaterschauspieler, -regisseur und Schriftsteller